# Chris Noth
Christopher David Noth (n. 13 noiembrie 1954, Madison, Wisconsin, SUA) este un actor american. Este cunoscut pentru următoarele roluri de televiziune: detectivul Mike Logan⁠(d) în Lege și ordine⁠(d) (1990–95), Mr. Big⁠(d) în Totul despre sex (1998–2004) și Peter Florrick în Soția perfectă (2009–16).
Noth a reluat rolul lui Mike Logan în Lege și ordine: Intenții criminale⁠(d) (2005–08) și pe cel al lui Mr. Big în filmele Totul despre sex (2008) și Totul despre sex 2⁠(d) (2010). A fost nominalizat la Globul de Aur la categoria cel mai bun actor în rol secundar într-un serial de televiziune pentru Totul despre sex în 1999 și pentru Soția perfectă în 2010.
Noth a apărut în primele două sezoane ale serialului The Equalizer⁠(d) din 2021 și în And Just Like That...⁠(d), o continuare a serialului Totul despre sex.

## Biografie
Noth s-a născut pe 13 noiembrie 1954, în Madison, Wisconsin, cel mai mic dintre cei trei băieți ai reporterului Jeanne Parr (1924–2016). Parr a fost una dintre primele reportere⁠(d) ale postului CBS News și gazdă a propriului său talk show intitulat The Jeanne Parr Show. Tatăl său a fost Charles James Noth (1922–1966), vicepreședinte unei companii de marketing și agent de asigurări, fost aviator naval în timpul celui de-Al Doilea Război Mondial și stegar⁠(d) pe USS Antietam⁠(en)[traduceți] în timpul Războiului din Coreea. Charles provenea dintr-o familie bogată din Chicago, iar mama sa era de origine irlandeză, familia acesteia provenind din Comitatul Cavan.
Familia s-a stabilit în Stamford, Connecticut⁠(d) când Noth avea cinci ani. Noth a crescut în Connecticut în timp ce părinții lui lucrau în New York City. Părinții lui s-au despărțit când acesta avea 9 sau 10 ani, iar tatăl său a murit într-un accident de mașină în 1966. Conform lui Noth, „pierderea tatălui meu a lăsat un gol în viața mea” și a căutat figuri paterne atât în profesori, cât și în anumiți prieteni din anturajul mamei sale. În copilărie, North obișnuia să creeze probleme: fuma marijuana și conducea automobile. După ce Parr s-a recăsătorit, familia s-a mutat în sudul Californiei în 1969, însă relația a fost de scurtă durată și au revenit în  New York la începutul anilor 1970.
După ce Noth a provocat un accident de mașină, intrând cu automobilul în casa unui vecin, mama sa l-a trimis la un internat pentru băieți - Școala Storm King⁠(d) - în perioada 1968-1969. Acesta și-a convins mama să-i permită să studieze la o școală experimentală intitulată The Barlow School din Dutchess County, New York. Poetul-dizident Peter Kane Dufault a⁠(d) preda istoria americană la acea școală. Noth a susținut că Dufault a fost cel mai bun profesor pe care l-a avut vreodată. Pentru Noth, această școală cu tineri profesori artiști a devenit adevărata sa casă și i-a insuflat dragostea pentru arte. După absolvire, s-a mutat în Brooklyn la vârsta de 18 ani împreună cu iubita sa și a lucrat la o școală dedicată persoanelor cu dizabilități.
Noth a urmat Colegiul Marlboro⁠(d) din Vermont, intenționând inițial să devină scriitor sau poet. Deși colegiul nu avea o secție de teatru, acesta a descoperit actoria după ce s-a alăturat companiei de teatru de repertoriu⁠(d). A apărut pentru prima dată pe scenă în piesa Greșelile unei nopți. După ce a jucat într-o punere în scenă a piesei The Zoo Story⁠(d) de Edward Albee, s-a decis să devină actor de scenă. După absolvire, și-a dorit să apară pe scenă în cadrul New York Repertory Theatre , însă a descoperit că existau puține roluri pentru actorii tineri în New York în 1978. A lucrat ca barman în restaurantul Only Child. A fost acceptat la Neighborhood Playhouse School of the Theatre⁠(d) pentru a studia cu profesorul de actorie Sanford Meisner⁠(d). Școala nu le-a permis studenților să lucreze în teatru, iar Noth a fost exmatriculat după ce o fotografie cu acesta participând într-o piesă de teatru pusă în scenă la Manhattan Theatre Club⁠(d) a apărut în The New York Times. De asemenea, a studiat analiza scenariului cu Stella Adler⁠(d).

## Filmografie

### Filme
| An   | Titlu                                | Rol                            | Note                |
| ---- | ------------------------------------ | ------------------------------ | ------------------- |
| 1981 | Cutter's Way                         | Guard                          | Uncredited          |
| 1981 | Waitress!                            | Cowley's Office                |                     |
| 1982 | Smithereens                          | Transvestite Prostitute In Van |                     |
| 1986 | Off Beat                             | Ely Wareham Jr.                |                     |
| 1987 | Baby Boom                            | Yuppie Husband                 |                     |
| 1988 | Peluru dan Wanita                    | Falco                          |                     |
| 1991 | Boyz n the Hood                      | The Waiter                     |                     |
| 1993 | Naked in New York                    | Jason Brett                    |                     |
| 1995 | Burnzy's Last Call                   | Kevin                          |                     |
| 1997 | The Deli                             | Sal                            |                     |
| 1997 | Cold Around the Heart                | "T"                            |                     |
| 1997 | The Broken Giant                     | Jack Frey                      |                     |
| 1999 | Getting to Know You                  | Sonny                          |                     |
| 1999 | The Confessions                      | Campuso                        |                     |
| 1999 | A Texas Funeral                      | Clinton                        |                     |
| 1999 | Pigeonholed                          | Devon's Father                 |                     |
| 2000 | The Acting Class                     | Martin Ballsac                 |                     |
| 2000 | Cast Away                            | Jerry Lovett                   |                     |
| 2001 | Double Whammy                        | Detective Chick Dimitri        |                     |
| 2001 | The Glass House                      | Uncle Jack Avery               |                     |
| 2002 | Searching for Paradise               | Michael De Santis              |                     |
| 2004 | Mr. 3000                             | Schiembri                      |                     |
| 2004 | Tooth Fairy                          | Dad                            | Scurtmetraj         |
| 2005 | The Perfect Man                      | Ben Cooper                     |                     |
| 2008 | Sex and the City                     | John James "Mr. Big" Preston   |                     |
| 2008 | Frame of Mind                        | Steve Lynde                    |                     |
| 2009 | My One and Only                      | Harlan                         |                     |
| 2010 | Sex and the City 2                   | John James "Mr. Big" Preston   |                     |
| 2010 | Justice League: Crisis on Two Earths | Lex Luthor (voce)              |                     |
| 2010 | Sure Fire Hit                        | Tony                           |                     |
| 2011 | From Up on Poppy Hill                | Akio Kazama (voce)             |                     |
| 2012 | 3,2,1... Frankie Go Boom             | Jack                           |                     |
| 2013 | Lovelace                             | Anthony Romano                 |                     |
| 2014 | Elsa & Fred                          | Jack                           |                     |
| 2015 | After the Ball                       | Lee Kassell                    |                     |
| 2016 | White Girl                           | George Fratelli                |                     |
| 2016 | Chronically Metropolitan             | Christopher                    |                     |
| 2020 | A New York Christmas Wedding         | Father Kelly                   | Producător executiv |

### Televiziune
| An         | Titlu                        | Rol                          | Note                                      |
| ---------- | ---------------------------- | ---------------------------- | ----------------------------------------- |
| 1986       | Killer in the Mirror         | Johnny Mathews               | Film de televiziune                       |
| 1986       | Hill Street Blues            | Officer Ron Lipsky           | 3 episoade                                |
| 1986       | Apology                      | Roy Burnette                 | Film de televiziune                       |
| 1987       | At Mother's Request          | Steve Klein                  | Film de televiziune                       |
| 1987       | I'll Take Manhattan          | Fred Knox                    | Film de televiziune                       |
| 1989       | Monsters                     | The Devil                    | Episodul: "Satan in the Suburbs"          |
| 1990–1995  | Law & Order                  | Detective Mike Logan         | Rol principal, 111 episoade               |
| 1994       | Where Are My Children?       | Cliff Vernon                 | Film de televiziune                       |
| 1995       | Homicide: Life on the Street | Detective Mike Logan         | Episodul: "Law & Disorder"                |
| 1995       | Nothing Last Forever         | Dr. Ken Mallory              | Miniserie de televiziune                  |
| 1996       | Abducted: A Father's Love    | Larry Coster                 | Film de televiziune                       |
| 1996       | Born Free: A New Adventure   | Dr. David Thompson           | Film de televiziune                       |
| 1997       | Rough Riders                 | Craig Wadsworth              | Miniserie de televiziune                  |
| 1997       | Touched by an Angel          | Carl Atwater                 | Episodul: "Full Moon"                     |
| 1997       | Medusa's Child               | Tony DiStefano               | Film de televiziune                       |
| 1998–2004  | Sex and the City             | John James "Mr. Big" Preston | Rol secundar, 41 de episoade              |
| 1998       | Exiled: A Law & Order Movie  | Detective Mike Logan         | Film de televiziune                       |
| 2001       | Crossing Jordan              | FBI Special Agent Drew Haley | 2 episoade                                |
| 2001       | The Judge                    | Paul Madriani                | Film de televiziune                       |
| 2003       | Julius Caesar                | Gnaeus Pompeius Magnus       | Miniserie de televiziune                  |
| 2004       | Bad Apple                    | Mike Tozzi                   | Film de televiziune, producător executiv  |
| 2005–2008  | Law & Order: Criminal Intent | Detective Mike Logan         | Rol principal, 36 de episoade             |
| 2009–2016  | The Good Wife                | Peter Florrick               | Rol secundar, 101 episoade                |
| 2012       | I Didn't Do It               | The Narrator                 | 6 episoad                                 |
| 2012       | Titanic: Blood and Steel     | J. P. Morgan                 | 6 episoade                                |
| 2016       | Tyrant                       | General William Cogswell     | 10 episoade                               |
| 2017       | Shark Week                   | The Narrator                 | Episodul: "Sharks and the City: New York" |
| 2017       | Manhunt: Unabomber           | Don Ackerman                 | 7 episoade                                |
| 2017–2018  | Gone                         | FBI Agent Frank Booth        | Rol principal; 12 episoade                |
| 2018, 2021 | Doctor Who                   | Jack Robertson               | 2 episoade                                |
| 2019       | Catastrophe                  | James Cohen                  | Episodul #4.5                             |
| 2019       | Very Important Person        | Chris Noth                   | Episodul #2.12                            |
| 2021–2022  | The Equalizer                | William Bishop               | Rol principal (sezoanele 1 și 2)          |
| 2021       | And Just Like That...        | John James "Mr. Big" Preston | Rol principal; Episodul: "Hello, It's Me" |